# Kräänholma och Vidiholma
Kräänholma och Vidiholma med Peltoluoto är en ö i Finland. Den ligger i Bottenhavet och i kommunen Sastmola i den ekonomiska regionen  Björneborgs ekonomiska region i landskapet Satakunta, i den västra delen av landet. Ön ligger omkring 40 kilometer norr om Björneborg och omkring 260 kilometer nordväst om Helsingfors.
Öns area är 19,7 hektar och dess största längd är 1 kilometer i sydöst-nordvästlig riktning. I omgivningarna runt Kräänholma växer i huvudsak blandskog.

## Delöar och uddar
- Kräänholma 61°49′34″N 21°30′00″Ö / 61.82608°N 21.49998°Ö
- Vidiholma 61°49′22″N 21°30′05″Ö / 61.82288°N 21.50144°Ö
- Peltoluoto 61°49′16″N 21°30′21″Ö / 61.82115°N 21.50593°Ö